# Eishockey-Nationalliga (Österreich) 1998/99
Die Saison 1998/99 der österreichischen Eishockey-Nationalliga wurde mit acht Mannschaften ausgetragen. Titelverteidiger war der DEK Klagenfurt, der jedoch in dieser Saison die Playoffs verpasste. Neuer Meister wurde der letztjährige Absteiger aus der Bundesliga, Kapfenberger SV.

## Grunddurchgang

### Modus
Für jeden Sieg wurden 2 Punkte vergeben, für jede Niederlage nach Overtime 1 Punkt. Nach der ersten Hin- und Rückrunde (je 14 Spiele) wurden die bis dahin erreichten Punkte halbiert.
Die vier bestplatzierten Teams nach der zweiten Hin- und Rückrunde qualifizierten sich für die Playoffs.

### Abschlusstabelle
| Platz | Team                 | Sp | S  | N  | Tore    | Pkt |
| ----- | -------------------- | -- | -- | -- | ------- | --- |
| 1.    | Kapfenberger SV      | 28 | 21 | 7  | 129:830 | 31  |
| 2.    | EHC Lustenau         | 28 | 18 | 10 | 156:102 | 30  |
| 3.    | EK Zell am See       | 28 | 19 | 9  | 139:990 | 28  |
| 4.    | EHC Linz             | 28 | 14 | 14 | 093:113 | 25  |
| 5.    | EV Zeltweg           | 28 | 15 | 13 | 128:119 | 24  |
| 6.    | DEK Klagenfurt       | 28 | 13 | 15 | 134:125 | 19  |
| 7.    | Team Telekom Austria | 28 | 7  | 21 | 090:167 | 12  |
| 8.    | EHC Donaustadt       | 28 | 5  | 23 | 095:156 | 12  |

## Playoffs

### Halbfinale
| Serie                                 | Stand | Spiel 1 | Spiel 2 | Spiel 3 | Spiel 4 | Spiel 5 |
| ------------------------------------- | ----- | ------- | ------- | ------- | ------- | ------- |
| Kapfenberger SV (1) – EHC Linz (4)    | 3:0   | 3:1     | 3:1     | 6:2     |         |         |
| EHC Lustenau (2) – EK Zell am See (3) | 0:3   | 2:6     | 1:8     | 3:4     |         |         |

### Finale
| Serie                                    | Stand | Spiel 1 | Spiel 2 | Spiel 3 | Spiel 4 | Spiel 5 |
| ---------------------------------------- | ----- | ------- | ------- | ------- | ------- | ------- |
| Kapfenberger SV (1) – EK Zell am See (3) | 3:2   | 4:5     | 3:2     | 5:3     | 3:8     | 8:1     |

## Meisterschaftsendstand
1. Kapfenberger SV
2. EK Zell am See
3. EHC Lustenau
4. EHC Linz
5. EV Zeltweg
6. DEK Klagenfurt
7. Team Telekom Austria
8. EHC Donaustadt

## Auf- und Abstieg
Meister Kapfenberger SV verzichtete auf den Wiederaufstieg in die Bundesliga. Dafür stieg der EHC Donaustadt aus der Nationalliga aus. Der freie Platz wurde durch den neu gegründeten EC Graz 99ers besetzt.

## Kader des Nationalliga-Meisters
| Nationalliga-Meister Kapfenberger SV | Torhüter: Markus Schilcher, Bernhard Winter Verteidiger: Markus Dornhofer, Michael Grundauer, Philipp Hofer, Michael Mana, Michael Shea Angreifer: Martin Harkamp, Harald Heinl, Stefan Janisch, Werner Kerth, Arno Maier, Christian Schablas, David Schuller, Alexander Tomanek, Anton Winkler Cheftrainer: |

## Statistik
- Topscorer: Walter Putnik (Zell am See) mit 81 Punkten (31 Tore, 50 Assists) vor Ramil Juldashev (ebenfalls Zell) mit 80 Punkten (46 Tore, 34 Assists).